# Paradise Road
Paradise Road è un film australiano di guerra del 1997, diretto da Bruce Beresford. La pellicola narra la storia di un gruppo di donne di varie nazionalità imprigionate dai giapponesi a Sumatra durante la II guerra mondiale. Le protagoniste sono: Glenn Close nel ruolo di Adrienne Pargiter, ricalcato su Nora Chambers; Frances McDormand come dottoressa Verstak; Pauline Collins nel ruolo della missionaria Margaret Drummond, basato sulla missionaria Margaret Dryburgh; Julianna Margulies nel ruolo dell'americana Topsy Merritt; Jennifer Ehle come Rosemary Leighton Jones, indossatrice britannica; Cate Blanchett nella parte dell'infermiera australiana Susan McCarthy e Elizabeth Spriggs come la signora Imogene Roberts.
La storia è basata sulle testimonianze riportate nei libri scritti da Helen Olijn e Betty Jeffrey.

## Trama
Febbraio 1942. Durante una serata di ballo al Cricket Club, nella colonia britannica di Singapore, un'esplosione, fuori dell'hotel, interrompe il ricevimento: sono i giapponesi che attaccano la città. Le donne e i bambini europei vengono evacuati e imbarcati per una destinazione più sicura. Ma, poche ore più tardi, aerei giapponesi bombardano e affondano la nave che li trasporta, costringendo i passeggeri a buttarsi in acqua per salvarsi.
Tre donne nuotano assieme per raggiungere la terraferma: Adrienne Pargiter, moglie di un coltivatore di tè, Rosemary Leighton-Jones, una modella e Susan MacCarthy, un'infermiera australiana. La terra che hanno raggiunto è l'isola di Sumatra: dopo aver superato la barriera costiera di mangrovie, giungono sfinite su una strada di campagna. Qui, le tre donne vengono raccolte da un ufficiale della Kempeitai, che le scarica in un villaggio dove, dopo essere state malmenate brutalmente dai soldati giapponesi, vengono condotte in uno spiazzo, dove ritrovano gli altri superstiti della nave. Dopo essere state separate dagli uomini, vengono trasferite, con i bambini, in un campo di prigionia nella giungla. Sono presenti donne di diverse nazionalità: olandesi, inglesi, irlandesi, portoghesi, cinesi e australiane, provenienti da tutti gli strati sociali. Alcune sono suore, altre infermiere, altre ancora sono esponenti dell'alta società o madri di famiglia. Svegliate bruscamente la mattina, le prigioniere e i bambini sono costretti a radunarsi e ad inchinarsi per ascoltare, davanti alla bandiera del Sol Levante, l'inno nazionale giapponese, alla presenza degli ufficiali giapponesi. Il disprezzo dei soldati giapponesi verso gli europei si manifesta con il senso di superiorità per aver sconfitto i vecchi imperi coloniali olandese e inglese.
Lo scarso cibo è composto da riso e tuberi. Sottoposte a mansioni dure e sgradevoli, come piantare riso e coltivare verdure nelle campagne, pulire le latrine e servire i soldati, le prigioniere cercano di resistere e rimanere positive, pur sotto le angherie degli aguzzini. Molte si fanno ancora delle illusioni e credono che la guerra finirà presto. Ma le condizioni di vita sono brutali e degradanti, e quelle sanitarie molto precarie. Ciò, sommato alla denutrizione, porta molte donne e bambini alla malattia ed alla morte.
Una notte, passando oltre il filo spinato, una prigioniera cinese baratta di nascosto oggetti di valore con alcuni indigeni, in cambio di chinino, necessario per chi ha contratto la malaria. La donna viene identificata e, il giorno dopo, per ordine dell'ufficiale della Kempeitai, viene cosparsa di benzina e bruciata viva davanti a tutte, come monito. Non mancano, oltre alle sevizie dei giapponesi, anche dissidi e incomprensioni tra le prigioniere.
Adrienne Pargiter, diplomata alla Royal Academy of Music, e Daysy 'Margaret' Drummond, una missionaria, decidono di creare un'orchestra vocale per infondere speranza e coraggio alle donne. Tuttavia, molte preferiscono rifiutare o esitano: temono per la propria vita, perché i giapponesi hanno vietato qualsiasi raduno religioso o attività sociale. Ai bambini sono state vietate le lezioni scolastiche. Drummond scrive di nascosto la musica e propone alla Pargiter di dirigere. Ma, udendo la prima prova di canto delle donne, i soldati irrompono con violenza per farle cessare.
Le prigioniere più giovani e attraenti vengono condotte al circolo degli ufficiali giapponesi, dove viene mostrato loro cibo in abbondanza imbandito sui tavoli. In cambio del vitto e di un comodo alloggio, viene loro proposto, senza obbligo, di prostituirsi, ed alcune accettano. Le condizioni di prigionia sono così dure, che la loro scelta trova comprensione tra alcune che hanno avuto il coraggio di rifiutare.
La Pargiter, picchiata e rinchiusa in gabbia per essersi difesa dell'aggressione di un soldato ubriaco, rischia l'esecuzione, ma viene salvata dalle altre, che riescono a far leva sulla rivalità fra il comandante del campo e il sadico ufficiale della Kempeitai. 
Finalmente, il gruppo si esibisce: perfino i giapponesi, accorsi per interrompere il concerto, si arrestano per ascoltare. Ad altri episodi di violenza da parte degli aguzzini, l'orchestra vocale risponde ampliando il repertorio.
In seguito alle vittorie americane, i giapponesi trasferiscono le prigioniere. Caricate dapprima su camion e poi in carri bestiame ferroviari, viaggiano per l'isola di Sumatra, indebolite da marce sotto il sole tropicale, tra sofferenze che mietono sempre nuove vittime. Muoiono tante altre donne, tra le quali anche la tenace missionaria Drummond.  
Finalmente, la guerra ha termine e i giapponesi, sconfitti, se ne vanno in sordina. Il 24 agosto 1945 le sopravvissute riacquistano la propria libertà.